# 曼比拉高原
曼比拉高原是西非國家尼日利亞的高原，位於該國東南部塔拉巴州，面積9,389平方公里，平均海拔高度1,524米，最高點海拔高度2,419米，每年平均降雨量1,850毫米。
7°19′47″N 11°43′21″E / 7.32972°N 11.72250°E